# Liste der Biografien/Pren
Liste der Biografien |
Portal Biografien |
Personensuche
# |
A |
B |
C |
D |
E |
F |
G |
H |
I |
J |
K |
L |
M |
N |
O |
P |
Q |
R |
S |
T |
U |
V |
W |
X |
Y |
Z |
?
 
Pa |
Pc |
Pe |
Pf |
Ph |
Pi |
Pj |
Pk |
Pl |
Pm |
Pn |
Po |
Pr |
Ps |
Pt |
Pu |
Pv |
Pw |
Py
 
Pra |
Prc |
Pre |
Pri |
Prj |
Prk |
Prl |
Pro |
Prp |
Prs |
Prt |
Pru |
Prv |
Pry |
Prz
 
Prea |
Preb |
Prec |
Pred |
Pree |
Pref |
Preg |
Preh |
Prei |
Prej |
Prek |
Prel |
Prem |
Pren |
Preo |
Prep |
Prer |
Pres |
Pret |
Preu |
Prev |
Prew |
Prex |
Prey |
Prez
Die Liste der Biografien führt alle Personen auf, die in der deutschsprachigen Wikipedia einen Artikel haben. Dieses ist eine Teilliste mit 87 Einträgen von Personen, deren Namen mit den Buchstaben „Pren“ beginnt.

## Pren

### Prena
- Prenant, Françoise (* 1952), französische Filmeditorin, Filmregisseurin und Drehbuchautorin
- Prenant, Jean (1909–1943), französischer Autorennfahrer

### Prenc
- Prence, Thomas († 1673), englischer Kolonist in der Plymouth Colony

### Prend
- Prendel, Jan Wilhelm (1905–1992), deutscher Architekt und Baubeamter des Landes Niedersachsen
- Prendel, Victor von (1766–1852), österreichisch-russischer Offizier und Stadtkommandant von LeipzigVictor von Prendel (1766–1852)

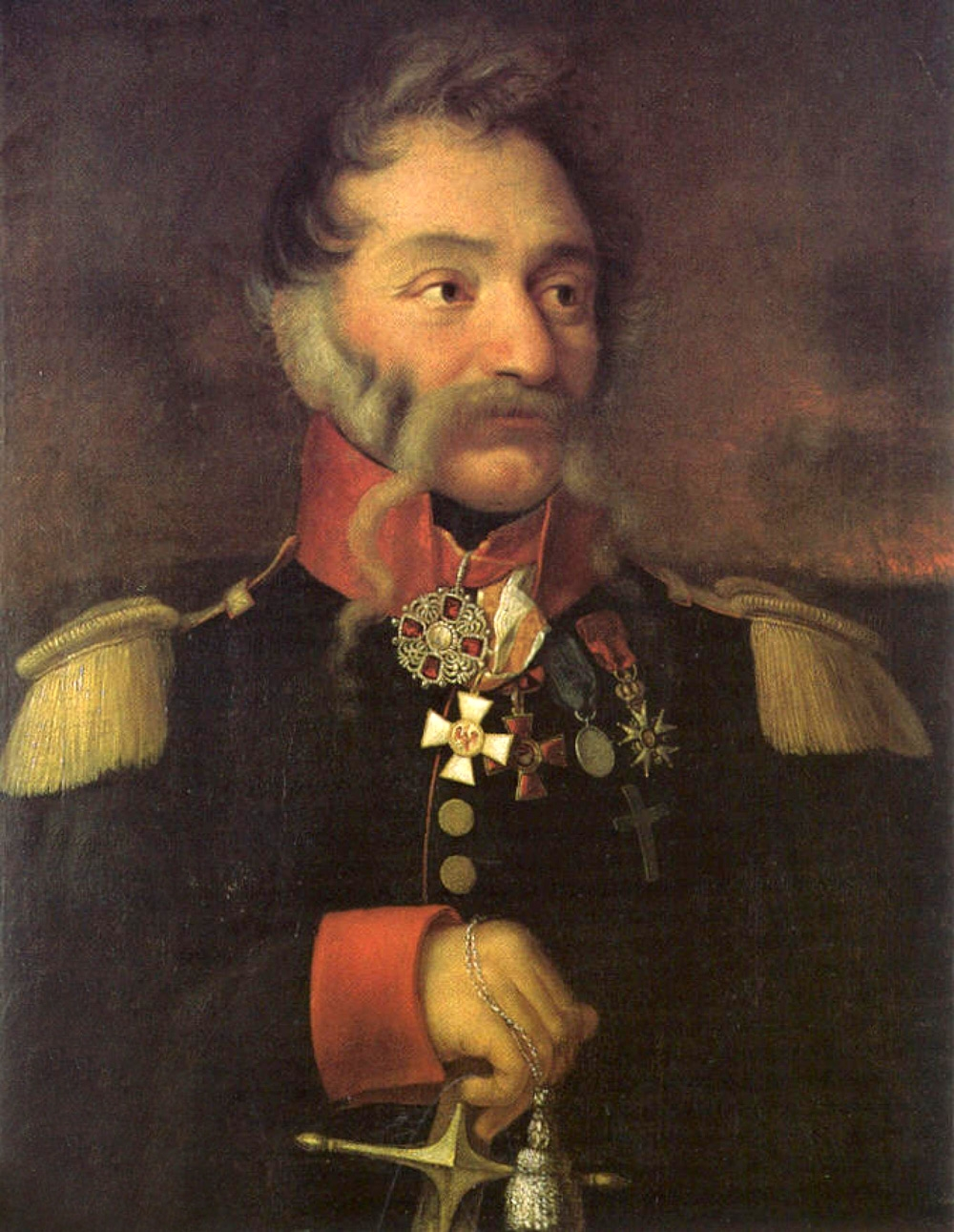
Victor von Prendel (1766–1852)

- Prendergast, Bernard (1911–1966), jamaikanischer Diskuswerfer
- Prendergast, Bettina (* 1975), österreichische Journalistin und London-Korrespondentin des ORF
- Prendergast, Davita (* 1984), jamaikanische Sprinterin
- Prendergast, Frank (1933–2015), irischer Politiker
- Prendergast, George (1854–1937), australischer Politiker und Premier von Victoria
- Prendergast, Grace (* 1992), neuseeländische Ruderin
- Prendergast, James (1826–1921), neuseeländischer Jurist
- Prendergast, Maurice (1858–1924), US-amerikanischer Wasserfarben-Maler des Post-Impressionismus
- Prendergast, Orla (* 2002), irische Cricketspielerin
- Prendergast, Phil (* 1959), irische Politikerin (Labour), MdEP
- Prendergast, Terrence Thomas (* 1944), kanadischer Ordensgeistlicher und römisch-katholischer Erzbischof von Ottawa-Cornwall
- Prendes, Jose (* 1979), venezolanischer Filmschaffender, Schauspieler und Synchronsprecher
- Prendes, Luis (1913–1998), spanischer Schauspieler
- Prendinger, Franz (1893–1963), österreichischer Politiker (CSP), Landtagsabgeordneter
- Prenđa, Ivan (1939–2010), kroatischer Geistlicher, Erzbischof von Zadar

### Prene
- Prené, Yvonnick (* 1984), französischer Jazzmusiker (Mundharmonika)
- Preneel, Bart (* 1963), belgischer Kryptologe und Professor an der Katholieke Universiteit Leuven

### Preng
- Prengel, Annedore (* 1944), deutsche Erziehungswissenschaftlerin und HochschullehrerinAnnedore Prengel (* 1944)

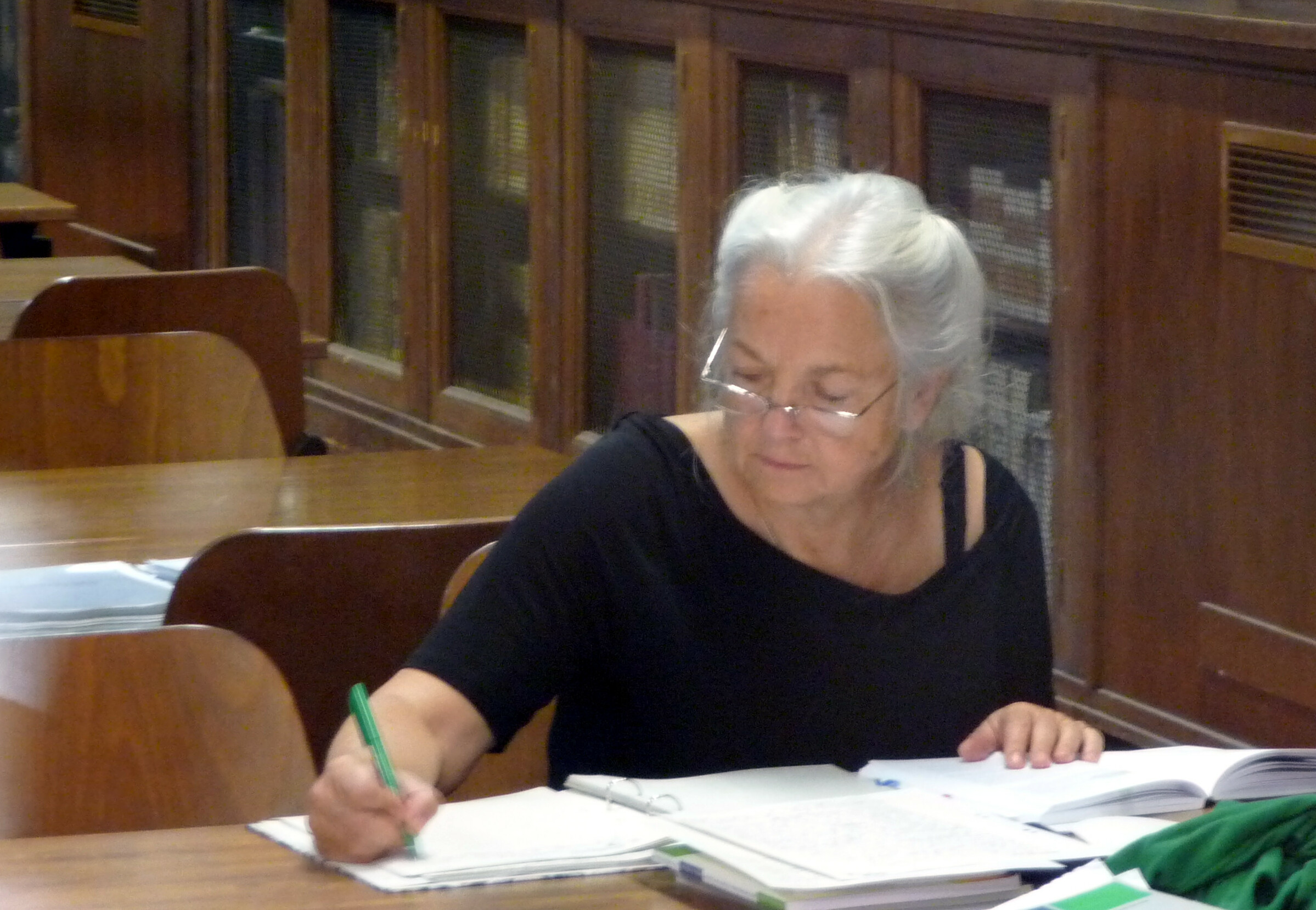
Annedore Prengel (* 1944)

- Prengel, Diethard (* 1956), deutscher Kameramann

### Prenk
- Prënkoçaj, Malësor (* 1977), albanisch-montenegrinischer Sänger
- Prenkovic, Linda (* 1992), deutsche Tennisspielerin

### Prenn
- Prenn, Daniel (1904–1991), deutscher Tennis- und Tischtennisspieler
- Prenn, Norman (* 1985), österreichischer Fußballspieler
- Prenn, Stefanie Alexandra (* 1984), österreichische Cellistin
- Prenn, Thomas (* 1994), italienischer Schauspieler
- Prennel, Carl (1901–1968), deutscher Politiker (SPD), MdB
- Prenner, Gilbert (1914–1996), österreichischer Ordensgeistlicher, Propst von Vorau
- Prenner, Helmut (* 1979), österreichischer Fußballspieler
- Prenner, Karl (* 1950), österreichischer Religionswissenschaftler
- Prenner, Klaus (* 1943), deutscher Mittelstreckenläufer
- Prenner, Michael, Bürgermeister von Wiener Neustadt
- Prenner-Kasper, Lydia (* 1982), österreichische Kabarettistin und Schauspielerin
- Prenninger, Martin (1450–1501), deutscher Humanist
- Prennushi, Vinçenc Kolë (1885–1949), katholischer Erzbischof von Durrës

### Preno
- Prenot, Josh (* 1993), US-amerikanischer Schwimmer

### Prens
- Prenses Fazıla (1941–2024), türkische Adelige, Mitglied des Hauses Osman
- Prensky, Marc (* 1946), US-amerikanischer Autor, Lehrer und Manager

### Prent
- Prent, Lilian (* 1996), deutsche SchauspielerinLilian Prent (* 1996)

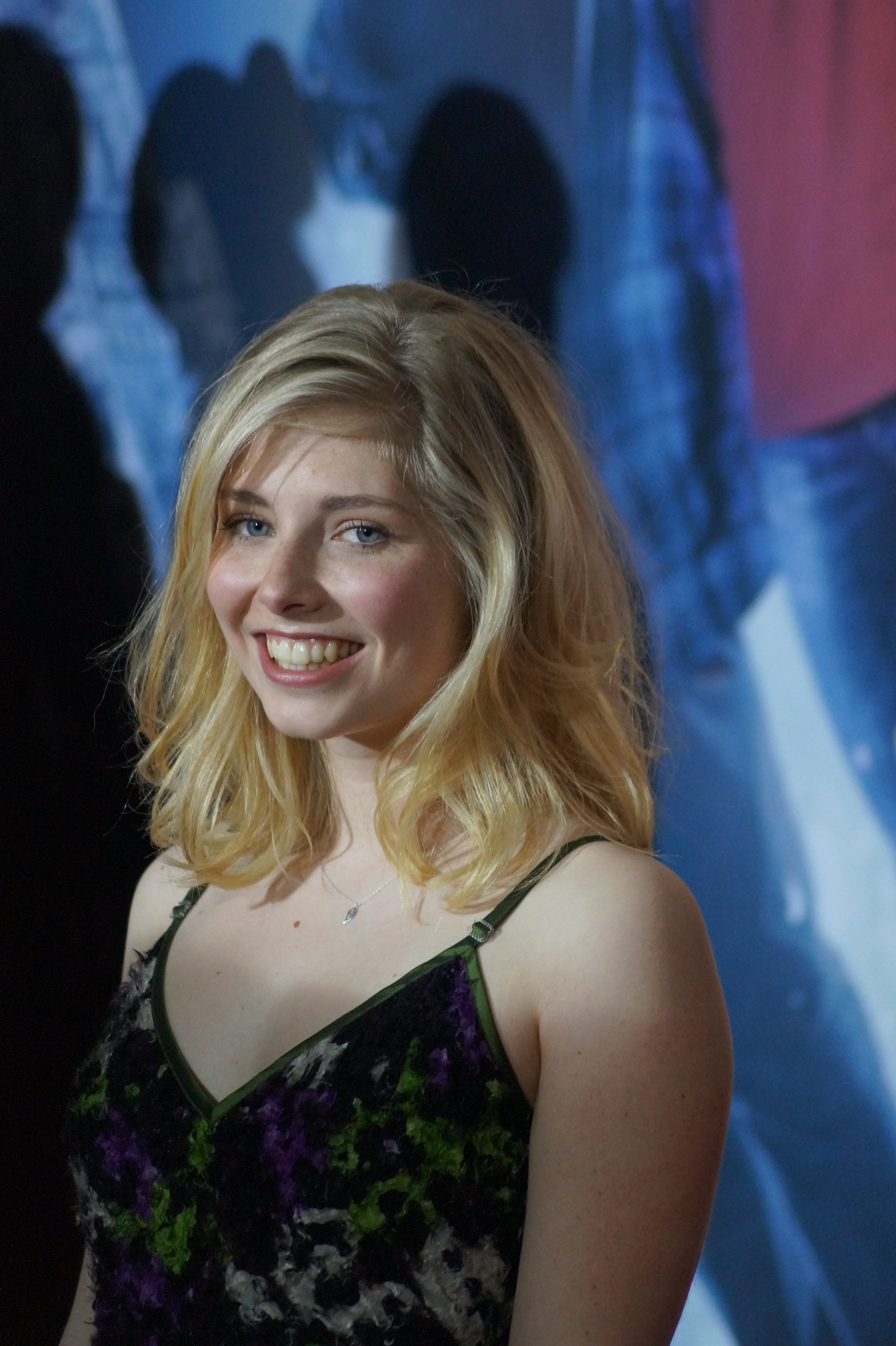
Lilian Prent (* 1996)

- Prenter, Torsten (* 1968), deutscher Fernseh- und Medienmanager
- Prentice, Ann (* 1952), britische Ernährungswissenschaftlerin
- Prentice, Bernadeth (* 1969), Sprinterin von St. Kitts und Nevis
- Prentice, David (* 1947), kanadischer Jazzmusiker
- Prentice, Dean (1932–2019), kanadischer Eishockeyspieler und -trainer
- Prentice, Jim (1956–2016), kanadischer Politiker
- Prentice, John (1920–1999), US-amerikanischer Comiczeichner
- Prentice, John (1926–2006), schottischer Fußballspieler und -trainer
- Prentice, Jordan (* 1973), kanadischer Schauspieler
- Prentice, Justin (* 1994), US-amerikanischer Schauspieler
- Prentice, Keith (1940–1992), US-amerikanischer Schauspieler
- Prentice, Reg (1923–2001), britischer Politiker, Unterhausabgeordneter, Life Peer
- Prentice, Tara (* 1997), US-amerikanische Wasserballspielerin
- Prentice, William Kelly (1871–1964), US-amerikanischer Klassischer Philologe
- Prentis, Victoria (* 1971), britische Politikerin (Konservative Partei)
- Prentiss, Ann (1939–2010), US-amerikanische SchauspielerinAnn Prentiss (1939–2010)

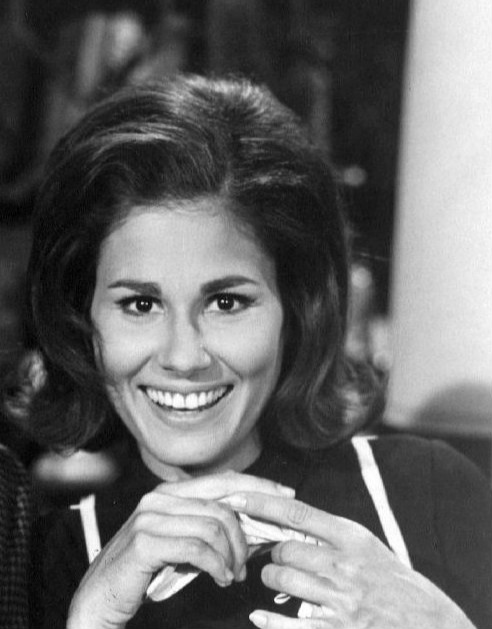
Ann Prentiss (1939–2010)

- Prentiss, Benjamin (1819–1901), US-amerikanischer General im Sezessionskrieg
- Prentiss, John Holmes (1784–1861), US-amerikanischer Politiker
- Prentiss, Paula (* 1938), US-amerikanische Schauspielerin
- Prentiss, Samuel (1782–1857), US-amerikanischer Jurist und Politiker
- Prentiss, Seargent Smith (1808–1850), US-amerikanischer Politiker
- Prentki, Horst (1922–2012), deutsch-uruguayischer Musiker
- Prentki, Jacques (1920–2009), französischer Physiker
- Prentl, Josef (1890–1949), österreichischer Bauer und Politiker (CSP), Landtagsabgeordneter, Abgeordneter zum Nationalrat, Mitglied des Bundesrates
- Prentl, Josef (1916–1994), deutscher Offizier und Politiker (CSU), MdL
- Prentner, Jeannine (* 1990), österreichische Tennisspielerin
- Prentner, Wolfgang (* 1965), österreichischer Ziviltechniker für IT und Kammerfunktionär
- Prentzel, Alexander (1875–1955), preußischer Regierungsrat und Mitglied des Reichskalirats
- Prentzel, August (1843–1900), Bürgermeister der Stadt Hagen (1876–1900)
- Prentzel, Felix (1905–1993), deutscher Wirtschaftsjurist
- Prentzel, Johann Henrich (1785–1850), deutscher Schreinermeister, Bürgermeister und Politiker
- Prentzel, Max (1882–1962), deutscher Gauarbeitsführer
- Prentzel, Wilhelm (1878–1945), deutscher Admiral im Zweiten Weltkrieg

### Prenz
- Prenz Kopušar, Ana Cecilia (* 1964), argentinische Romanistin, Schriftstellerin und Übersetzerin
- Prenz, Tyrel (* 2003), deutscher Leichtathlet
- Prenzel, Adolf Curt von (1799–1889), sächsischer Generalleutnant
- Prenzel, Kurt (1900–1976), deutscher Politiker und Funktionär (KPD, SED), Diplomat
- Prenzel, Manfred (* 1952), deutscher Erziehungswissenschaftler u. Koordinator der PISA-Studien
- Prenzel, Marianne (* 1926), deutsche Schauspielerin bei Bühne, Film und Fernsehen
- Prenzel, Thomas (* 1968), deutscher Nordischer Kombinierer
- Prenzel, Uwe (* 1966), deutscher Nordischer Kombinierer
- Prenzel, Werner (1929–2016), deutscher Fußballspieler
- Prenzler, Olaf (* 1958), deutscher Leichtathlet und Olympiateilnehmer
- Prenzler, Thorsten (* 1971), deutscher Politiker (AfD, CDU)Thorsten Prenzler (* 1971)

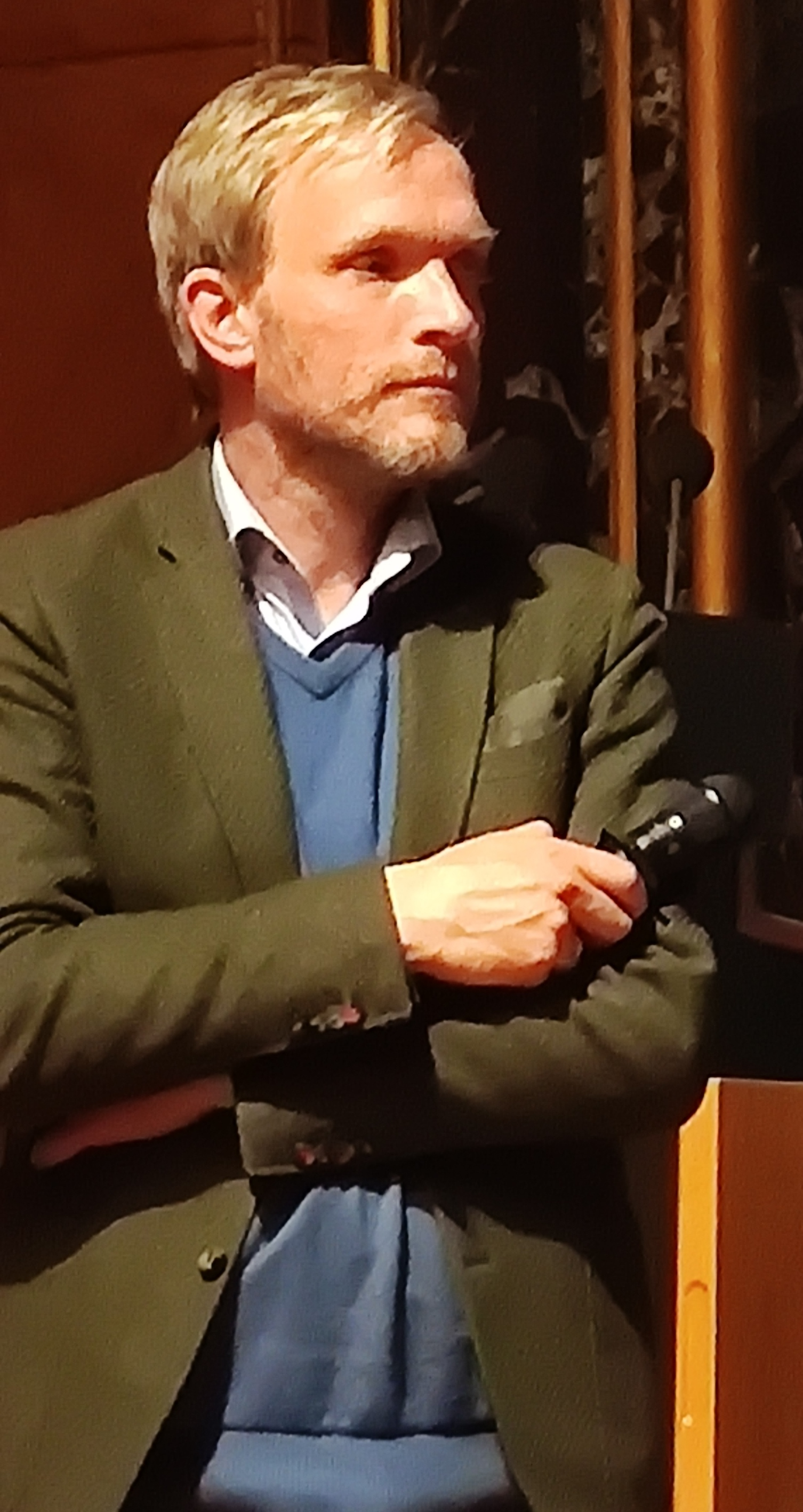
Thorsten Prenzler (* 1971)